# 安仿西街
22°11′34.95″N 113°32′09.34″E / 22.1930417°N 113.5359278°E
安仿西街（葡萄牙語：Rua de Francisco António），市井又稱麻雀仔街，位於澳門半島風順堂區北部、司打口南面，它的西北端在河邊新街近比厘喇馬忌士街交界，向東南伸展與安仿西巷、托兒所巷和夜呣巷相交，至三層樓斜巷與三層樓街交界止，全長170米、闊約7米。街道名稱是以1755年至1758年時任澳門總督高定玉命名。1986年前這條街道曾是已取消的安仿西圍（Pátio de Francisco António）之一部份，而安仿西圍被取消後，除分拆為安仿西街外，並分拆出安仿西巷（Travessa de Francisco António）和托兒所巷（Travessa da Creche）。
另外，三層樓斜巷（葡萄牙語：Calçada de Francisco António）的葡文名稱亦是以高定玉來命名。

## 名稱由來
這條街道的名字，葡文名稱中的「Francisco António」是取自第47任澳督高定玉（Francisco António Pereira Coutinho）的全名首兩個字，中文名稱「安仿西」則是該字以澳葡官方的譯法並配以中國人姓名的文法來組合（「安」取譯自，而「仿西」則取譯自）。
高定玉於1755年7月14日上任澳門總督。他對上三任的澳督梅內澤斯（José Plácido de Matos Saraiva ou Antonio Jose Teles de Meneses）因為在任期間拆毀粵海關澳門關部行台的圍柵，招致清政府不滿；而高定玉到任後便將梅內澤斯治罪，並押其在檻車後遣返葡萄牙，議事會亦出資為關部行台重建更大的圍柵。此舉取悅了滿清政府，高定玉並從清廷中取得了一些利便。高定玉於1758年中卸任澳督。
至於這條街道為何會有「麻雀仔街」的稱號，下文將有表述。

## 歷史沿革

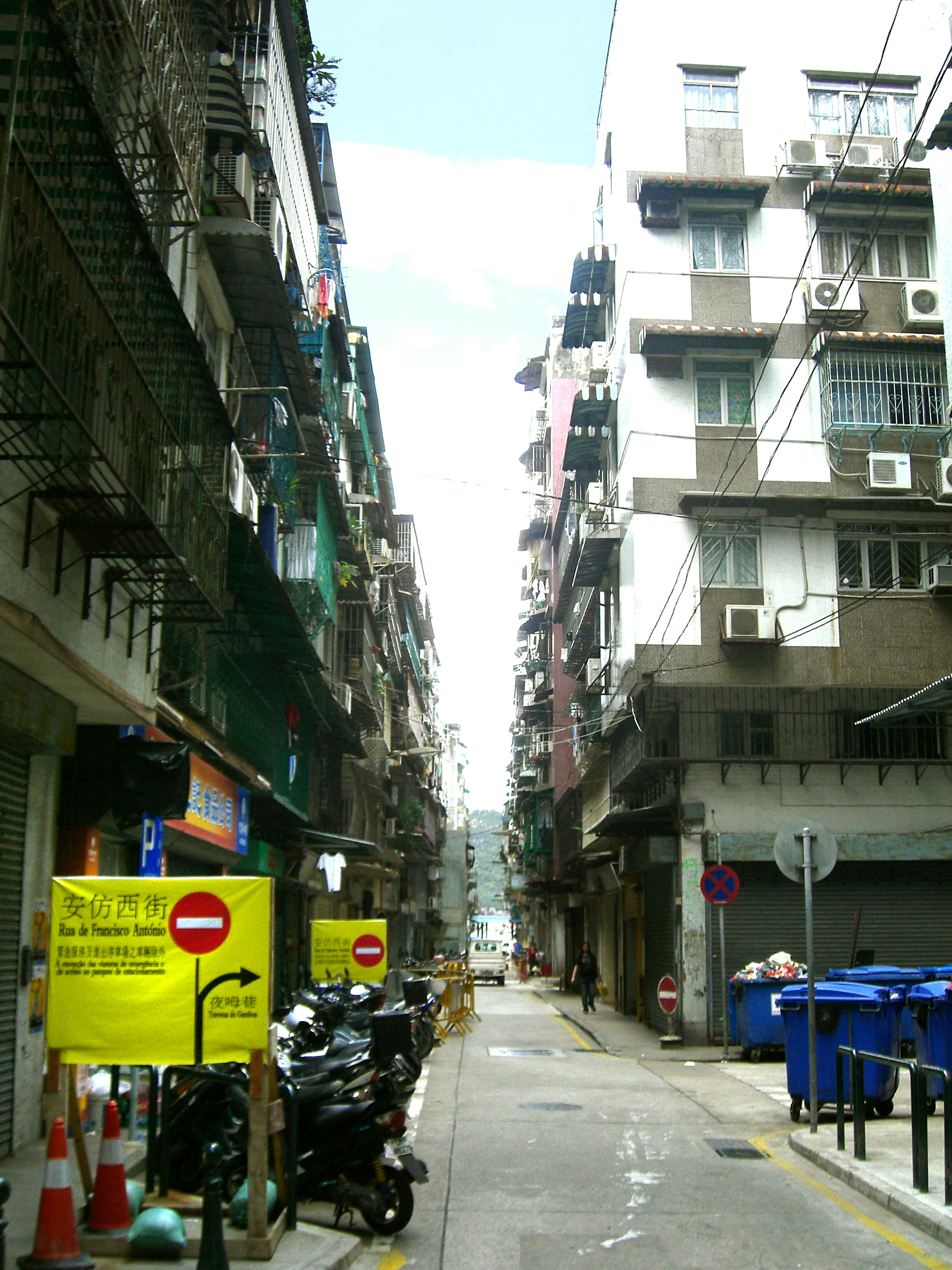
安仿西街

### 萬奴行——「麻雀仔」名稱由來
安仿西街現今的位置，在昔時曾是一家洋行的所在地，名為「萬奴行」，這洋行為一座三層南歐式石樓，正門在今安仿西街西北端街口，在門楣上刻有「萬奴行」三字；石樓後面側為一個庭院，庭院後門大約在今三層樓斜巷位置。
這家萬奴行是由葡萄牙人萬奴·卜加勞（Manuel Tavares Bocarroe）所開設，源於他的父親伯多祿·卜加勞（Pedro Bocarro）於1557年（明嘉靖三十六年）在竹仔室開設的卜加勞鑄炮廠；因為卜加勞鑄炮廠當時所製造的火炮和彈藥都十分精良，故世界各地紛紛訂購卜加勞的炮彈。因生意應接不暇，遂開設萬奴行負責把軍火銷往世界各地。
不過，隨着時代進步，卜加勞鑄造的大炮漸漸變得不合時宜，漸漸被歐美各國廠家所生產的鋼炮所取代，卜加勞鑄炮廠的生意每況愈下，最終在1640年（明崇禎十三年）倒閉，而萬奴行則改為經營售賣中國茶葉和歐洲鐘錶珠寶。後來萬奴·卜加勞撤出澳門後，萬奴行亦告結業，原址也被荒廢。
後來其門前的空地及後面的庭院，被蜑家用作晾曬鹹魚和蝦米，晾乾的蝦米經常引來麻雀群來偷吃，故人便稱這個地方為「麻雀仔」。

### 天主徒聚居時期——「安仿西圍」的產生
萬奴行的業權及後約在清光緒年間（1875年－1908年）售給天主教會，教會在此重建房屋，並修築街道，時人稱之「麻雀仔圍」；不過沒有把萬奴行的門楣拆毀；而這些房屋也都為華人天主教徒所居住。而教會亦在這條街道兩端各修建一道閘門，並由教友負責駐守；靠河邊新街的閘門主要用作防止潮水湧入；而靠三層樓斜巷的閘門，人稱「山閘」，這是因為這裏旁邊是鴉片公棧，設此「山閘」以防止煙民（吸鴉片之人士）進入圍內犯案。
1905年，澳門市政廳出版《澳門市街道名冊》，在名冊中把這條街道記為「安仿西圍（又名：麻雀仔）」。

### 茂利攤館
數年後，教會又將麻雀仔的地皮業權逐步出售，而其中一處售給了一個名為楊應麟的商家。清末民初時，楊應麟在這裏建立了一所賭場，名為「茂利攤館」，這攤館為一座兩層高的唐樓，底層主要為賭番攤、骰寶等，樓上則為麻將和天九，並設有煙榻。攤館客源主要為澳門內港一帶商鋪的東主。
茂利攤館為楊應麟賺得不少利潤，而他把這些利潤都調到去由他在南屏所辦的甄賢學校作為經費，故此這也成為了南屏鄉鎮的一時佳話。

## 後期發展及景況

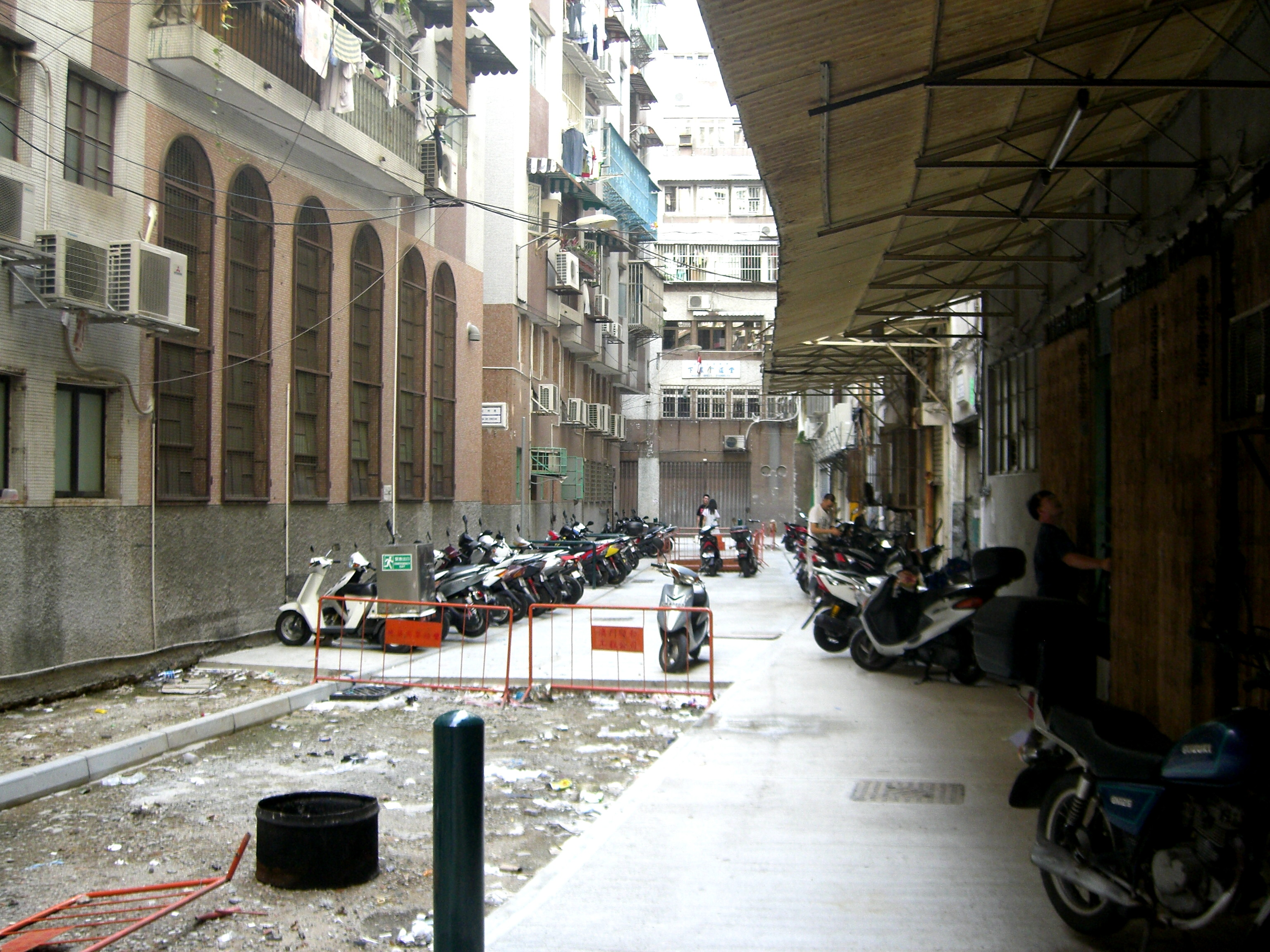
安仿西巷

及至茂利攤館結業後，安仿西圍兩旁陸續建為低層木樓，後來又再重建為住宅大廈，而「萬奴行」門楣和兩道閘門也被拆卸。1986年2月20日，澳門市政廳召開市政會議，決定將安仿西圍分拆為三條街道，分別命名為安仿西街（Rua de Francisco António）、安仿西巷（Travessa de Francisco António）和托兒所巷（Travessa da Creche），至同年6月7日刊憲後正式落實，自此「安仿西圍」和「麻雀仔」的稱號正式在官式上消失，但坊間至今仍不時將安仿西街稱作「麻雀仔街」。

## 從安仿西圍分拆之其他街道

### 安仿西巷
安仿西巷（Travessa de Francisco António）為一「匚」字形街道，在安仿西街中段北側，兩端出口均開在安仿西街，而在近托兒所巷交界處則有隧道通往柯邦迪前地。街道全長約93米，闊約7米，命名於1986年6月7日。

### 托兒所巷

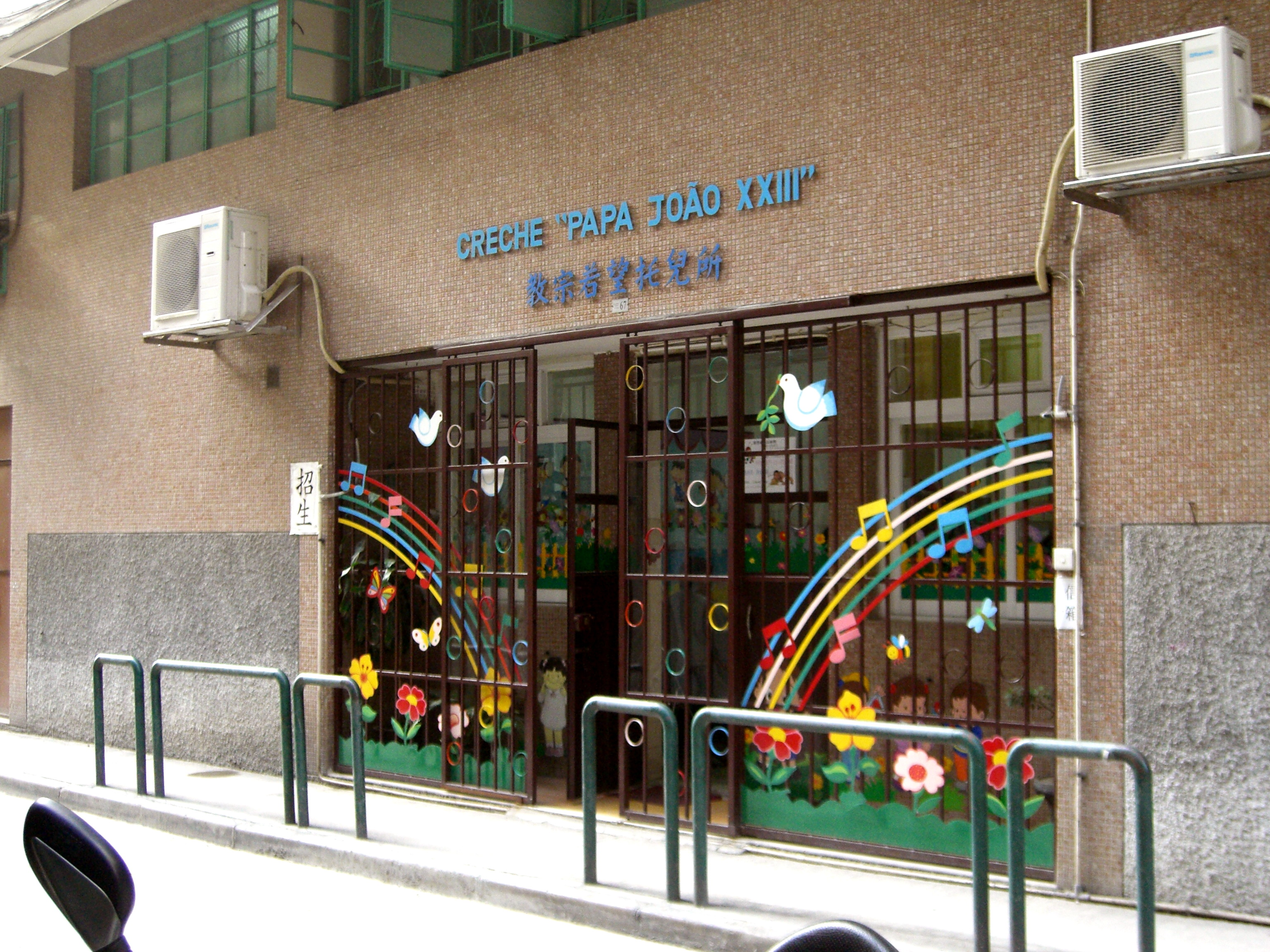
教宗若望廿三世托兒所

托兒所巷（Travessa da Creche）的西南端在安仿西街，向東北伸展連接安仿西巷，長約15米、闊約3米，與安仿西巷同日命名。名稱源自托兒所巷西側的教宗若望廿三世托兒所，該托兒所於1983年10月1日成立，為永援聖母傳教修女會屬下機構。

## 備註
1. ↑  通譯「安東尼奧」；澳葡取其譯首個音節。
2. ↑  通譯「范斯高」；澳葡只取譯首兩個音節，並按其譯法譯為「仿西」。
3. ↑  檻車是一輛由木柵搭成的籠子、並在籠下裝上滾輪的車。中國古時常把囚犯鎖在檻車上遊街示眾。
4. ↑   註: